# Брендон Найт (баскетболіст)
Брендон Еммануель Найт (англ. Brandon Emmanuel Knight, нар. 2 грудня 1991, Маямі, Флорида) — американський професійний баскетболіст, атакувальний захисник і розігруючий захисник.

## Ігрова кар'єра
Починав грати у баскетбол за школу Пайн-Крест (Форт-Лодердейл, Флорида), де у випускному класі набирав 32,5 очки за гру. Того року він вважався четвертим найкращим проспектом за версією ESPN.
На університетському рівні грав за команду Кентакі (2010–2011), надавши їм перевагу перед Коннектикутом, Канзасом та Сірак'юс. За підсумками студентського сезону, став найкращим новачком конференцій SEC, а також був включений до символічної збірної конференції.

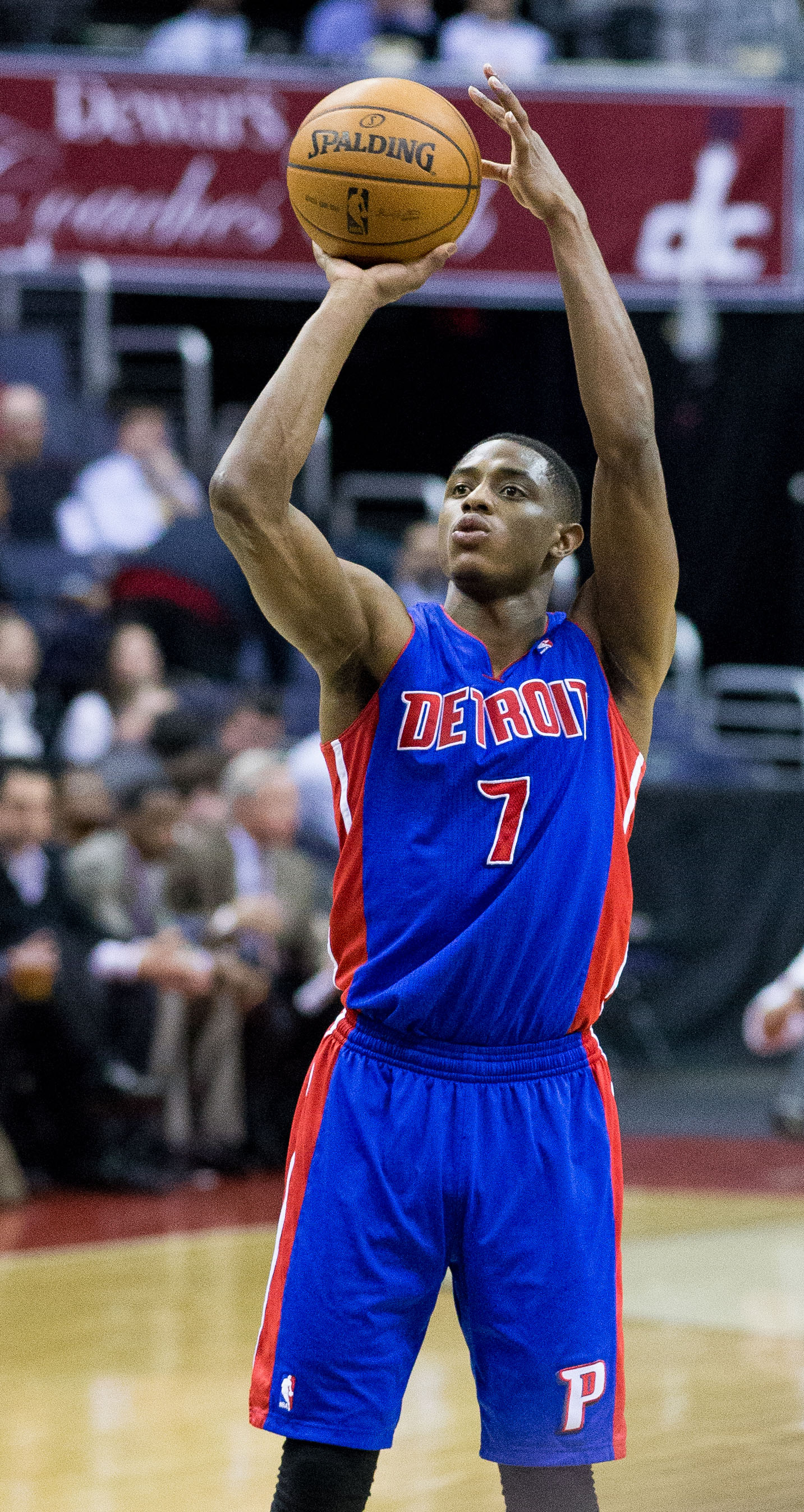
Найт під час свого перебування в «Детройті»

2011 року був обраний у першому раунді драфту НБА під загальним 8-м номером командою «Детройт Пістонс». 8 лютого 2012 був включений в команду Шака для участі у матчі всіх зірок новачків. 22 травня 2012 року був включений до символічної збірної новачків за підсумками регулярного сезону НБА. 27 лютого 2013 року провів на той момент свій найрезультативніший матч, забивши 32 очки у матчі проти «Вашингтон Візардс». Згодом знову був запрошений для участі у зірковому вікенді в команді гравців, які проводили свій другий сезон в лізі.
31 липня 2013 разом з Крісом Міддлтоном та В'ячеславом Кравцовим перейшов до складу «Мілвокі Бакс» в обмін на Брендона Дженнінгса. 31 грудня 2013 року встановив свій новий рекорд результативності, набравши 37 очок у матчі проти «Лос-Анджелес Лейкерс». 14 лютого 2015 року взяв участь у Зірковому вікенді у змаганнях з вмінь та навичок, поступившись у фіналі Патріку Беверлі. 
19 лютого 2015 року став гравцем «Фінікс Санз». 17 липня підписав новий п'ятирічний контракт з «Санз» на суму 70 млн. доларів. 12 листопада повторив своє досягнення з результативності, набравши 37 очок у матчі проти «Лос-Анджелес Кліпперс». А через чотири дні записав до свого активу перший трипл-дабл в кар'єрі з 30 очками, 10 підбираннями та 15 результативними передачами, допомігши команді обіграти «Лос-Анджелес Лейкерс». 20 листопада набрав рекордні для себе 38 очок та 11 асистів у матчі проти «Денвер Наггетс».
У жовтні 2016 року новий головний тренер «Фінікса» Ерл Вотсон оголосив, що в новому сезоні Найту буде відводитись роль шостого номера в команді. 17 березня 2017 року разом з кількома іншими гравцями основного складу, був відлучений до кінця сезону та не зіграв відтоді жодного матчу. У липні 2017 року стало відомо, що через травму пропустить весь сезон 2017-2018.
31 серпня разом з Маркізом Кріссом був обміняний до складу «Х'юстон Рокетс» на Раєна Андерсона та Де'Ентоні Мелтона. Найт сподівався реабілітувати свою кар'єру в Х'юстоні, проте термін відновлення після операції затягнувся до грудня. 13 грудня дебютував за нову команду, зробивши один асист та одне підбирання. Це була його перша гра з 15 лютого 2017 року.
Зігравши ще 12 матчів за «Рокетс», 7 лютого 2019 року перейшов до складу «Клівленд Кавальєрс».
6 лютого 2020 року разом з Джоном Генсоном був обміняний на Андре Драммонда до «Детройт Пістонс».
Протягом сезону 2021—2022 виступав за команду з Ліги розвитку «Сіу Фоллс Скайфорс» та за команду НБА «Даллас Маверікс».

## Ігрова статистика

### Коледж
| Сезон   | Команда | GP | GS | MPG  | FG%  | 3P%  | FT%  | RPG | APG | SPG | BPG | PPG  |
| ------- | ------- | -- | -- | ---- | ---- | ---- | ---- | --- | --- | --- | --- | ---- |
| 2010–11 | Кентакі | 38 | 38 | 35.9 | .423 | .377 | .795 | 4.0 | 4.2 | .7  | .2  | 17.3 |

### Регулярний сезон
| Сезон             | Команда              | GP  | GS  | MPG  | FG%  | 3P%  | FT%   | RPG | APG | SPG | BPG | PPG  |
| ----------------- | -------------------- | --- | --- | ---- | ---- | ---- | ----- | --- | --- | --- | --- | ---- |
| 2011–12           | «Детройт Пістонс»    | 66  | 60  | 32.3 | .415 | .380 | .759  | 3.2 | 3.8 | .7  | .2  | 12.8 |
| 2012–13           | «Детройт Пістонс»    | 75  | 75  | 31.5 | .407 | .367 | .733  | 3.3 | 4.0 | .8  | .1  | 13.3 |
| 2013–14           | «Мілвокі Бакс»       | 72  | 69  | 33.3 | .422 | .325 | .802  | 3.5 | 4.9 | 1.0 | .2  | 17.9 |
| 2014–15           | «Мілвокі Бакс»       | 52  | 52  | 32.5 | .435 | .409 | .881  | 4.3 | 5.4 | 1.6 | .2  | 17.8 |
| 2014–15           | «Фінікс Санз»        | 11  | 9   | 31.5 | .357 | .313 | .828  | 2.1 | 4.5 | .5  | .1  | 13.4 |
| 2015–16           | «Фінікс Санз»        | 52  | 50  | 36.0 | .415 | .342 | .852  | 3.9 | 5.1 | 1.2 | .4  | 19.6 |
| 2016–17           | «Фінікс Санз»        | 54  | 5   | 21.1 | .398 | .324 | .857  | 2.2 | 2.4 | .5  | .1  | 11.0 |
| 2018–19           | «Х'юстон Рокетс»     | 12  | 0   | 9.8  | .234 | .156 | .818  | .8  | .8  | .2  | .0  | 3.0  |
| 2018–19           | «Клівленд Кавальєрс» | 27  | 26  | 22.9 | .413 | .371 | .783  | 1.9 | 2.3 | .7  | .1  | 8.5  |
| 2019–20           | «Клівленд Кавальєрс» | 16  | 0   | 15.1 | .326 | .297 | .308  | 1.3 | 1.9 | .3  | .1  | 4.9  |
| 2019–20           | «Детройт Пістонс»    | 9   | 3   | 24.6 | .383 | .238 | .762  | 2.3 | 4.2 | .6  | .1  | 11.6 |
| 2021–22           | «Даллас Маверікс»    | 5   | 0   | 13.0 | .400 | .235 | 1.000 | 1.6 | 1.6 | .2  | .0  | 6.4  |
| Усього за кар'єру | Усього за кар'єру    | 451 | 349 | 29.3 | .411 | .352 | .807  | 3.1 | 3.9 | .9  | .2  | 14.0 |